# Раджшахі (зіла)
Раджшахі (бенг. রাজশাহী জেলা) — район на середньому заході Бангладеш. Входить до складу дивізіону Раджшахі. Столичне місто Раджшахі знаходиться в районі Раджшахі.

## Географія
Район Раджшахі межує з районом Наогаон на півночі, районом Наторе на сході, районом Чапай Набабгандж на заході та невеликою частиною району Куштія та річкою Падма на півдні. Район складається з алювіальної рівнини.

### Річки
У цьому районі десять річок, всього 146 км в довжину. Головна річка — Падма (Ган). Деякі інші - річка Махананда, Барал і Барнай.

## Історія
Регіон Раджшахі управлявся родиною Путхія Радж, яка базувалася в Путхія Раджбарі. Імператор Великих Моголів Акбар передав область Раджшахі на управління сім'ї Путхія Радж, губернатором був Пітамбар. Імператор Великих Моголів Джахангір надав родині Путхія титул Раджі. Район Раджшахі був заснований у 1772 році. Частини районів згодом стали округами Богура, Малда, Наторе, Наогаон, Навабгандж і Пабна. 1 квітня 1876 року місто Раджшахі було перетворено на муніципальне місто.
Під час Визвольної війни Бангладеш у 1971 році місто було місцем битв між Мукті Бахіні та пакистанською армією. 30 березня 1971 року пакистанська армія вступила в бій проти Мукті Бахіні, в результаті якого загинув один із Східно-Пакистанських Стрілців. Між 26 і 30 березня пакистанською армією було вбито 31 особу в упазілі Годагі. 13 квітня пакистанська армія вбила професора кадетського коледжу Раджшахі А. Б. Сіддікі. 24 травня пакистанська армія атакувала Тахірпур Хат в Багмара-упазіла і вбила 25 людей. Командир Мукті Бахіні Хавільдер Шафік очолив атаку на катер пакистанської армії 8 серпня, убивши 18 військовослужбовців пакистанської армії. Армія Пакистану вбила двох членів Бангладеш Ансар під час війни на виснаження. Армія Пакистану створила табір у залі Зоха університету Раджшахі, де вони вбили сотні мирних жителів. Пакистанська армія також створила табори в кадетському коледжі Раджшахі, Брікфілд Рой Сахеб, пілотній школі Сардаха та поліцейській академії Сардах. Пакистанська армія катувала членів Мукті Бахіні та мирних жителів у таборах. Пакистанська армія також убила сотні біженців на берегах річки Падма, які тікали до Індії. У бою між Мукті Бахіні та армією Пакистану поблизу Кабасмула загинув майор армії Пакистану. Армія Пакистану у відповідь вбила 44 цивільних у Гаганбарі та Палсі. . Пакистанська армія, дислокована в районах Пабна і Раджшахі, капітулювала 18 грудня 1971 року, через два дні після того, як пакистанські сили в Бангладеш підписали Пакистанський документ про капітуляцію в Дакці 16 грудня 1971 року. Пакистанські військові здалися капітану індійської армії Нанді в Наторе. Табір пакистанської армії в університеті Раджшахі був захоплений членами Мукті Бахіні 17 грудня після боротьби з ними. Церемонія капітуляції відбулася 20 грудня.

## Упазіли
Підрайон або упазіла і тана Раджшахі
- Багха Упазіла
- Багмара Упазила
- Чаргат Упазіла
- Дургапур Упазіла
- Годагарі Упазіла
- Моханпур Упазіла
- Паба Упазила
- Путія Упазіла
- Таноре Упазіла
- Боалія Тана
- Матіхар Тана
- Раджпара Тана
- Шах Макдам Тана
- Чандріма Тана
- Катахалі Тана
- Белпукур Тана
- Аеропорт Тана
- Кашіаданга Тана
- Корногар Тана
- Дамкура Тана

## Пам'ятки
- Мечеть Багдані
- Мечеть Багха
- Мечеть Кісмат Марії
- Могила Шаха Махдума
- Гробниця Шах Султана
- Таландо Шив Мандір
- Храмовий комплекс Путхія
- Боро Куті